# Moimenta de Maceira Dão
Moimenta de Maceira Dão is een plaats (freguesia) in de Portugese gemeente Mangualde en telt 664 inwoners (2001).